# Грозан ја (филм)
Грозан ја (енгл. Despicable Me) је амерички компјутерски-анимирани 3Д филм, студија Универзал из 2010. године. Режију потписују Пјер Кофен и Крис Рено у свом режисерском дебију, док су сценарио написали Чинко Пол и Кен Даурио, а наслов филма је епоним главном лику и његовом тематском песмом, коју је компоновао Фарел Вилијамс. Радња прати супер-зликовца Груа, који планира највећу крађу века - да смањи и украде Месец, како би надмашио свог ривала Вектора који је украо Кеопсову пирамиду.
Реализован 9. јула 2010. године, филм је наишао на позитиван пријем код критичара и остварио је велики комерцијални успех, са зарадом од преко 543 милиона долара широм света. Ово му је омогућило да прерасте у серијал, са наставцима Грозан ја 2 (2013), Грозан ја 3 (2017) и Грозан ја 4 (2024), као и преднаставцима Малци (2015) и Малци 2: Груов почетак (2022).

## Радња
Прича о једном највећих супер-зликоваца на свету, који наилази на највећи изазов у животу када у његов живот ушета троје деце. У срећном приградском насељу, окружена белим оградама и процветалим грмовима ружа, стоји једна црна кућа са осушеним травњаком. Оно што комшије не знају јесте да дубоко испод ове куће лежи и велико тајно скровиште. Тамо налазимо Груа, окруженог армијом несташних малих поданика, како планира највећу пљачку у историји света, крађу Месеца. Гру ужива у свему што је опако. Наоружан арсеналом зракова за смањивање и за смрзавање и возилима спремним за борбу у земљи и ваздуху, он уништава све што му се нађе на путу. Тачније, све док се не сретне са невероватном вољом три девојчице из сиротишта које на први поглед у њему виде оно што нико раније није: Потенцијалног тату.

## Улоге
| Глумац           | Улога          |
| ---------------- | -------------- |
| Стив Карел       | Фелонијус Гру  |
| Џејсон Сигел     | Виктор Перкинс |
| Расел Бранд      | Џозеф Нефарио  |
| Миранда Косгроув | Марго Гру      |
| Дејна Гајер      | Идит Гру       |
| Елси Фишер       | Агнес Гру      |
| Вил Арнет        | Хенри Перкинс  |
| Кристен Виг      | Meдисон Хати   |
| Џули Ендруз      | Марлена Гру    |